# 5078 Solovjev-Sedoj
5078 Solovjev-Sedoj eller 1974 SW är en asteroid i huvudbältet som upptäcktes den 19 september 1974 av den ryska astronomen Ljudmila Tjernych vid Krims astrofysiska observatorium på Krim. Den är uppkallad efter den ryske kompositören Vasilij Pavlovich Solovjev-Sedoj.
Asteroiden har en diameter på ungefär 7 kilometer.